# Maabinhuraa
Maabinhuraa est une petite île inhabitée des Maldives.

## Géographie
Maabinhuraa est située dans le centre des Maldives, à l'Est de l'atoll Faadhippolhu, dans la subdivision de Lhaviyani. 